# ギジェルモ・モスコーソ
ギジェルモ・アレハンドロ・モスコーソ（Guillermo Alejandro Moscoso, 1983年11月14日 - ）は、ベネズエラ・アラグア州マラカイ出身のプロ野球選手（投手）。

## 経歴

### タイガース傘下時代
2003年に、アマチュアFAでデトロイト・タイガースと契約。

### レンジャース時代
2008年12月にジェラルド・レアードとの交換で、マイナー1選手と共にテキサス・レンジャーズへ移籍した。
2009年5月30日のオークランド・アスレチックス戦でメジャーデビュー。このシーズンは全てリリーフで10試合に登板したが勝敗は付かなかった。
2010年は、主にAAA級オクラホマシティ・レッドホークスでプレー。メジャーでの登板は1試合のみだった。オフには、ベネズエラのウィンターリーグであるリーガ・ベネソラーナ・デ・ベイスボル・プロフェシオナル所属のレオネス・デル・カラカスでプレーし、10試合（先発8）に登板して3勝0敗、防御率2.66という成績だった。

### アスレチックス時代

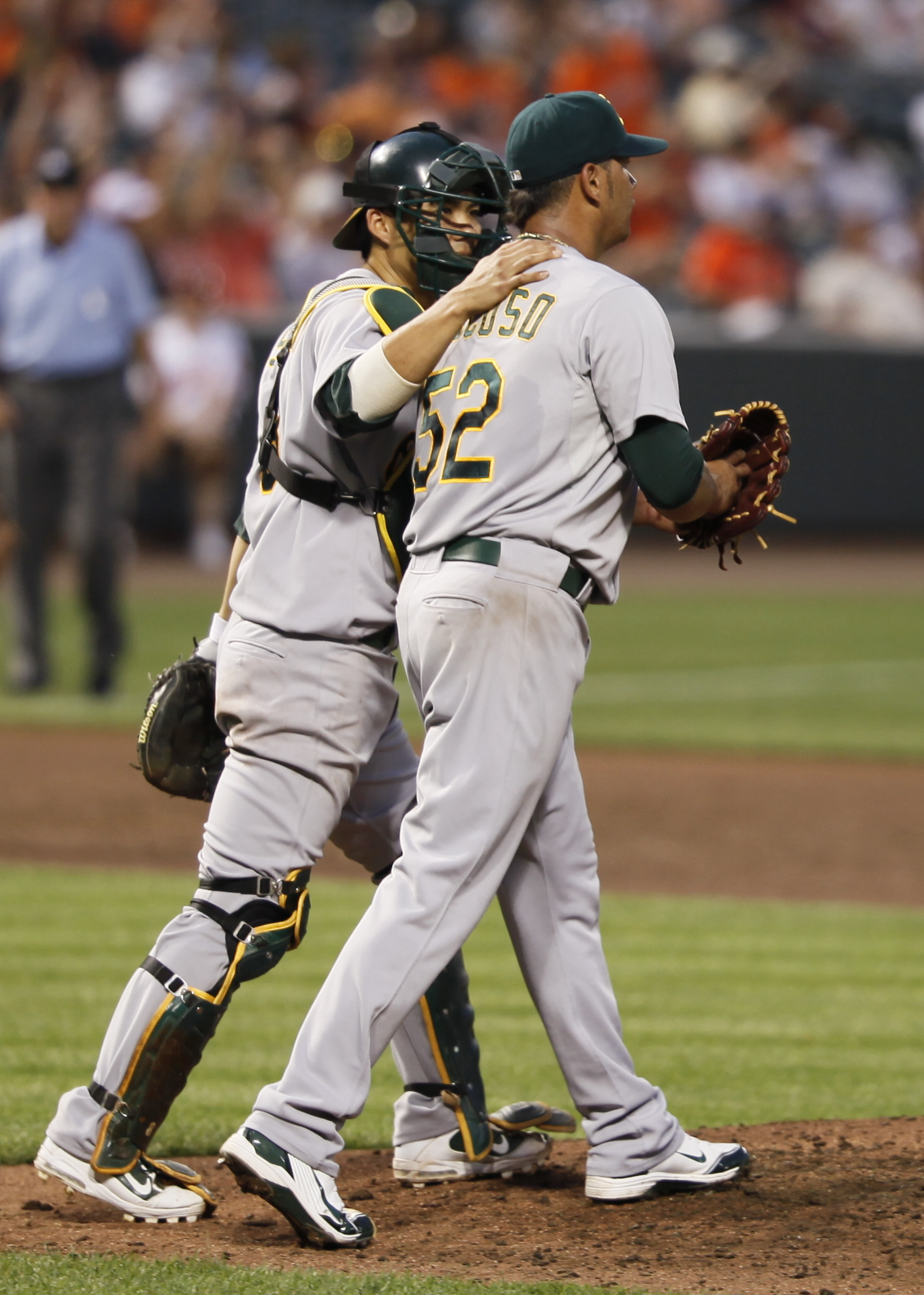
オークランド・アスレチックス時代
(2011年6月7日)

2011年1月8日にライアン・ケリーとのトレードでオークランド・アスレチックスに移籍した。5月24日に故障者リスト入りしたタイソン・ロスと入れ替わる形でメジャーに昇格すると、その後は先発ローテの一角としてメジャーに定着した。9月7日のカンザスシティ・ロイヤルズ戦では、8回二死からサルバドール・ペレスに右前打を許すまで、ノーヒットノーランという好投を見せた。23試合の登板で8勝10敗だった。

### ロッキーズ時代

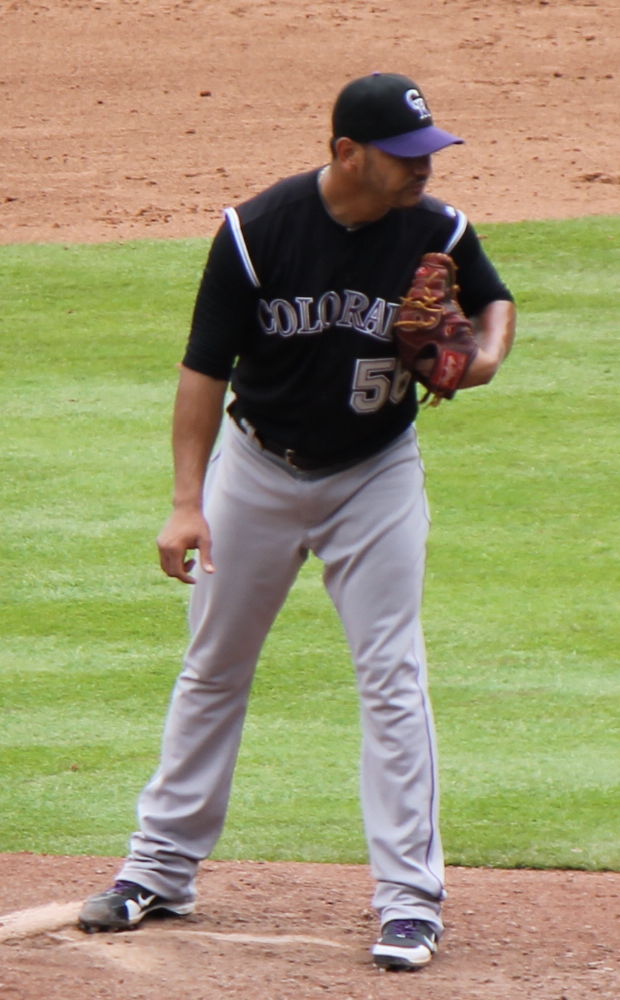
ロッキーズ時代

2012年1月16日にセス・スミスとのトレードでジョシュ・アウトマンと共にコロラド・ロッキーズへ移籍した。

### カブス傘下時代
2012年11月3日にウェーバーでカンザスシティ・ロイヤルズに移籍した。
2013年3月13日に放出された。3月27日にシカゴ・カブスと契約。

### ジャイアンツ時代
2013年7月26日にトレードでサンフランシスコ・ジャイアンツへ移籍。13試合に登板し2勝2敗。11月20日にDFAとなり、翌日の11月21日にFAとなった。

### DeNA時代
2013年12月26日に横浜DeNAベイスターズが獲得したことが発表された。
2014年シーズンの開幕から先発ローテーションの一角に定着。ユリエスキ・グリエルの加入に伴う外国人枠の関係で一時は二軍落ちするも、トニ・ブランコの故障で再度一軍昇格。その後はローテーションを外れることなく、シーズン最終登板で規定投球回に到達。9勝を挙げ、2003年にドミンゴ・グスマンが記録したベイスターズの外国人投手シーズン最多勝記録（8勝）を更新した。10月7日に2015年シーズンも契約する事が発表された。
2015年は前年と同じく先発として起用され、3・4月は4試合に投げて3勝1敗と活躍していた。しかし4月22日の対阪神タイガース戦で負傷緊急降板し、それ以降は1勝もあげることができず成績不振に陥った。一時的にリリーフへ配置転換されたが、救援防御率16.20と活躍することはできなかった。
2016年には序盤不振が続くも、5月の読売ジャイアンツ戦で初完投勝利を収める。しかし、その後再び不振が続き、7月に二軍落ち。すると、9月17日に再び一軍登録され、阪神戦（甲子園）に先発。6回2失点で勝利投手となった。これが自身の日本での最後の勝利となった。また、チームは3位となり11年ぶりのAクラスを達成。球団史上初のクライマックスシリーズに進出し、巨人を相手に2勝1敗で1stステージを突破。ファイナルステージでは10月12日の対広島東洋カープ戦の初戦で先発し、7回途中まで2失点と粘るも、集中打を浴びノックアウトされる。これがNPBでの最後の登板となった。12月2日に自由契約公示された。

### DeNA退団後
2017年は、第4回WBCにベネズエラ出身ながらもコロンビア代表として選出。3月10日の1次ラウンドプールCにおけるアメリカ合衆国戦で、2-2の同点の場面に9回一死からリリーフとして登板。延長10回二死まで追い込むも、2四球などで二・三塁とピンチを作り、アダム・ジョーンズに2ストライクから真ん中に入ったスライダーをサヨナラ中前打にされ、敗戦投手となった。3月7日にリーガ・メヒカーナ・デ・ベイスボルのレオン・ブラボーズと契約。16試合に登板し7勝3敗、防御率3.89。オフはベネズエラのウィンターリーグに参加し、ティグレス・デ・アラグアに所属した。14試合に全て先発として登板。5勝2敗、防御率2.05の好成績を残し、ベネズエラの年間最優秀投手賞を獲得した。
2018年2月7日にロサンゼルス・ドジャースとマイナー契約を結んだ。6月29日にFAとなった。7月3日にリーガ・メヒカーナ・デ・ベイスボルのレオン・ブラボーズに復帰。
2019年は当初メキシコシティ・レッドデビルズと契約したが、登板がないまま4月23日にレオン・ブラボーズに移籍した。7月2日にトレードでプエブラ・パロッツに移籍。11月29日に再びトレードでレオン・ブラボーズに復帰。
2020年2月17日にレオン・ブラボーズを自由契約となった。この年は春から秋まではプレーせず、ベネズエラのウィンターリーグのみでプレーし、カリビアンシリーズにも出場した。
2021年も春から秋まではプレーせず、ベネズエラのウィンターリーグのみでプレー。12月20日にレオン・ブラボーズと契約。

## 選手としての特徴
主な球種は、平均91マイル（約146.4km/h）の速球と、カーブ、チェンジアップ、スライダー。
フライボールピッチャーであり、2011年はゴロ率が26.8％だったのに対し、フライ率は55.5％に達した。
なお、日本での最速球速は、150km/hである。

## 人物
愛称は｢ジーモ｣。
2016年4月に生まれた娘にはミドルネームに「サクラ」と付けた。

## 詳細情報

### 年度別投手成績
| 年 度    | 球 団    | 登 板 | 先 発 | 完 投 | 完 封 | 無 四 球 | 勝 利 | 敗 戦 | セ 丨 ブ | ホ 丨 ル ド | 勝 率 | 打 者 | 投 球 回 | 被 安 打 | 被 本 塁 打 | 与 四 球 | 敬 遠 | 与 死 球 | 奪 三 振 | 暴 投 | ボ 丨 ク | 失 点 | 自 責 点 | 防 御 率 | W H I P |
| -------- | -------- | ----- | ----- | ----- | ----- | -------- | ----- | ----- | -------- | ----------- | ----- | ----- | -------- | -------- | ----------- | -------- | ----- | -------- | -------- | ----- | -------- | ----- | -------- | -------- | ------- |
| 2009     | TEX      | 10    | 0     | 0     | 0     | 0        | 0     | 0     | 0        | 0           | ----  | 64    | 14.0     | 15       | 1           | 6        | 0     | 1        | 12       | 4     | 0        | 7     | 5        | 3.21     | 1.50    |
| 2010     | TEX      | 1     | 0     | 0     | 0     | 0        | 0     | 1     | 0        | 0           | ----  | 7     | 0.2      | 2        | 0           | 2        | 0     | 1        | 2        | 0     | 0        | 2     | 2        | 27.00    | 6.00    |
| 2011     | OAK      | 23    | 21    | 0     | 0     | 0        | 8     | 10    | 0        | 0           | .444  | 526   | 128.0    | 102      | 14          | 38       | 1     | 2        | 74       | 0     | 1        | 59    | 48       | 3.38     | 1.09    |
| 2012     | COL      | 23    | 3     | 0     | 0     | 0        | 3     | 2     | 0        | 1           | .600  | 231   | 50.0     | 67       | 8           | 19       | 0     | 1        | 47       | 5     | 0        | 34    | 34       | 6.12     | 1.72    |
| 2013     | SF       | 13    | 2     | 0     | 0     | 0        | 2     | 2     | 0        | 0           | .500  | 128   | 30.0     | 20       | 5           | 21       | 3     | 3        | 31       | 5     | 0        | 17    | 17       | 5.10     | 1.37    |
| 2014     | DeNA     | 24    | 24    | 2     | 0     | 0        | 9     | 9     | 0        | 0           | .500  | 608   | 146.0    | 133      | 15          | 45       | 0     | 2        | 96       | 1     | 3        | 57    | 55       | 3.39     | 1.22    |
| 2015     | DeNA     | 15    | 11    | 0     | 0     | 0        | 3     | 6     | 0        | 2           | .333  | 267   | 60.2     | 62       | 8           | 27       | 1     | 1        | 54       | 2     | 0        | 36    | 35       | 5.19     | 1.47    |
| 2016     | DeNA     | 13    | 13    | 1     | 0     | 0        | 5     | 7     | 0        | 0           | .417  | 342   | 80.0     | 88       | 15          | 19       | 1     | 0        | 65       | 5     | 0        | 47    | 46       | 5.18     | 1.34    |
| MLB：5年 | MLB：5年 | 70    | 26    | 0     | 0     | 0        | 13    | 14    | 0        | 1           | .481  | 956   | 222.2    | 206      | 28          | 86       | 4     | 8        | 166      | 14    | 1        | 119   | 106      | 4.28     | 1.31    |
| NPB：3年 | NPB：3年 | 52    | 48    | 3     | 0     | 0        | 17    | 22    | 0        | 2           | .436  | 1217  | 286.2    | 283      | 38          | 91       | 2     | 3        | 215      | 8     | 3        | 140   | 136      | 4.27     | 1.30    |

- 2020年度シーズン終了時
- 各年度の太字はリーグ最高

### 記録
NPB
投手記録
- 初登板・初先発：2014年4月6日、対広島東洋カープ3回戦（MAZDA Zoom-Zoom スタジアム広島）、6回1失点（自責0）で敗戦投手
- 初奪三振：同上、1回裏にブラッド・エルドレッドから空振り三振
- 初勝利・初先発勝利 : 2014年4月20日、対広島東洋カープ6回戦（横浜スタジアム）、6回無失点
- 初完投：2014年9月13日、対読売ジャイアンツ18回戦（東京ドーム）、8回4安打2失点で敗戦投手
- 初ホールド：2015年6月23日、対読売ジャイアンツ9回戦（東京ドーム）、7回裏に3番手で救援等板、1回無失点
- 初完投勝利：2016年5月17日、対読売ジャイアンツ7回戦(山形県野球場)、9回1失点8奪三振

打撃記録
- 初安打：2014年4月20日、対広島東洋カープ6回戦（横浜スタジアム）、2回裏に前田健太から中前安打
- 初盗塁：2014年6月28日、対広島東洋カープ11回戦（横浜スタジアム）、3回裏に三盗（投手：ブライアン・バリントン、捕手：白濱裕太）※一塁走者・石川雄洋と重盗
- 初本塁打・初打点：2014年7月12日、対東京ヤクルトスワローズ10回戦（明治神宮野球場）、6回表に押本健彦から左越2ラン

### 背番号
- 58 （2009年 - 2010年）
- 52 （2011年）
- 56 （2012年）
- 34 （2013年）
- 49 （2014年 - 2016年）